# Adrián Ramos
Gustavo Adrián Ramos Vásquez (sinh 22 -1- 1986), hay Adrián Ramos, là tiền đạo người Colombia hiện đang thi đấu cho câu lạc bộ  América de Cali và đội tuyển bóng đá quốc gia Colombia.
Anh ra mắt đội tuyển bóng đá quốc gia Colombia vào năm 2008 và đã ra sân 37 lần

## Thống kê sự nghiệp câu lạc bộ
Tính đến ngày 30 tháng 4 năm 2016.
| Câu lạc bộ          | Mùa giải            | Giải đấu | Giải đấu | Cúp quốc gia1 | Cúp quốc gia1 | Châu lục2 | Châu lục2 | Tổng cộng | Tổng cộng |
| Câu lạc bộ          | Mùa giải            | Trận     | Bàn      | Trận          | Bàn           | Trận      | Bàn       | Trận      | Bàn       |
| ------------------- | ------------------- | -------- | -------- | ------------- | ------------- | --------- | --------- | --------- | --------- |
| América de Cali     | 2008                | 46       | 21       | —             | —             | 6         | 2         | 52        | 23        |
| América de Cali     | 2009                | 19       | 13       | —             | —             | 4         | 0         | 23        | 13        |
| Tổng cộng           |                     | 65       | 34       | —             | —             | 10        | 2         | 75        | 36        |
| Hertha BSC          | 2009–10             | 29       | 10       | 1             | 1             | 7         | 0         | 37        | 11        |
| Hertha BSC          | 2010-11             | 33       | 15       | 2             | 2             | —         | —         | 35        | 17        |
| Hertha BSC          | 2011–12             | 31       | 6        | 6             | 4             | —         | —         | 37        | 10        |
| Hertha BSC          | 2012-13             | 32       | 11       | 1             | 0             | —         | —         | 33        | 11        |
| Hertha BSC          | 2013–14             | 32       | 16       | 2             | 0             | —         | —         | 34        | 16        |
| Tổng cộng           |                     | 157      | 58       | 12            | 7             | 7         | 0         | 176       | 65        |
| Borussia Dortmund   | 2014–15             | 18       | 2        | 5             | 1             | 6         | 3         | 29        | 6         |
| Borussia Dortmund   | 2015–16             | 25       | 9        | 2             | 1             | 8         | 0         | 35        | 10        |
| Tổng cộng           |                     | 43       | 11       | 7             | 2             | 13        | 3         | 64        | 16        |
| Tổng cộng sự nghiệp | Tổng cộng sự nghiệp | 265      | 103      | 19            | 9             | 30        | 5         | 315       | 117       |

Nguồn: 

### Bàn thắng cho đội tuyển quốc gia
| #  | Ngày       | Địa điểm                                              | Đối thủ    | Bàn thắng | Kết quả | Giải đấu                 |
| -- | ---------- | ----------------------------------------------------- | ---------- | --------- | ------- | ------------------------ |
| 1. | 14-10-2009 | Sân vận động Defensores del Chaco, Asunción, Paraguay | Paraguay   | 1–0       | 2–0     | Vòng loại World Cup 2010 |
| 2. | 2-7-2011   | Sân vận động 23 tháng 8, Jujuy, Argentina             | Costa Rica | 1–0       | 1–0     | Copa América 2011        |
| 3. | 19-11-2014 | Sân vận động Stožice, Ljubljiana, Slovenia            | Slovenia   | 1–0       | 1–0     | Giao hữu                 |
| 4. | 26-3-2015  | Sân vận động Quốc gia Bahrain, Manama, Bahrain        | Bahrain    | 4–0       | 6–0     | Giao hữu                 |